# Тетраоксид димышьяка
Тетраоксид димышьяка — неорганическое соединение,
окисел мышьяка с формулой As2O4,
бесцветные кристаллы.

## Получение
- Спекание оксидов мышьяка(III) и мышьяка(V) в присутствии паров воды:

{\displaystyle {\mathsf {As_{2}O_{3}+As_{2}O_{5}\ {\xrightarrow {280^{o}C,H_{2}O}}\ 2As_{2}O_{4}}}}

## Физические свойства
Тетраоксид димышьяка образует бесцветные кристаллы
ромбической сингонии,
пространственная группа P nam,
параметры ячейки a = 0,8566 нм, b = 0,7271 нм, c = 0,5236 нм, Z = 4.

## Химические свойства
- Диспропорционирует при нагревании:

{\displaystyle {\mathsf {2As_{2}O_{4}\ {\xrightarrow {500^{o}C}}\ As_{2}O_{3}+As_{2}O_{5}}}}